# Danh sách di sản văn hóa Tây Ban Nha được quan tâm ở hạt Baix Empordà (tỉnh Girona)
Danh sách di sản văn hóa Tây Ban Nha được quan tâm ở hạt Baix Empordà (tỉnh Girona).

## Bienes que se encuentran en varios municipios
| Tên                                     | Dạng             | Địa điểm               | Tọa độ | Số hồ sơ tham khảo? | Ngày nhận danh hiệu? | Hình ảnh     |
| --------------------------------------- | ---------------- | ---------------------- | ------ | ------------------- | -------------------- | ------------ |
| Cabo Roig, Jardín Botánico, Islas, etc. | Địa điểm lịch sử | Montrás và Palafrugell |        | RI-54-0000042-00008 | 24-10-1972           | Upload image |

## Di tích theo thành phố

### A

#### Albons
| Tên                  | Dạng                | Địa điểm | Tọa độ                                        | Số hồ sơ tham khảo? | Ngày nhận danh hiệu? | Hình ảnh                          |
| -------------------- | ------------------- | -------- | --------------------------------------------- | ------------------- | -------------------- | --------------------------------- |
| Lâu đài Albons       | Di tích Lâu đài     | Albons   | 42°06′16″B 3°05′08″Đ / 42,104555°B 3,085657°Đ | RI-51-0005785       | 08-11-1988           | Castillo de Albons · Upload image |
| Tường và Tháp Albons | Di tích Tường thành | Albons   | 42°06′15″B 3°05′04″Đ / 42,104162°B 3,084374°Đ | RI-51-0005786       | 08-11-1988           | Upload image                      |

### B

#### Bagur, Devadurga(Begur)
| Tên                                                                   | Dạng             | Địa điểm | Tọa độ                                        | Số hồ sơ tham khảo? | Ngày nhận danh hiệu? | Hình ảnh                                                      |
| --------------------------------------------------------------------- | ---------------- | -------- | --------------------------------------------- | ------------------- | -------------------- | ------------------------------------------------------------- |
| Quần thể cinco torres                                                 | Di tích Tháp     | Bagur    |                                               | RI-51-0001150       | 02-03-1944           | Upload image                                                  |
| Delimitación entorno protección Tháp adosada a Nhà Pella i Forgas     | Di tích          | Bagur    |                                               | RI-51-0012023       | 26-06-2007           | Upload image                                                  |
| Entorno Protección Lâu đài Esclanyà                                   | Di tích Lâu đài  | Bagur    | 41°55′44″B 3°10′35″Đ / 41,928794°B 3,176394°Đ | RI-51-0005801       | 08-11-1988           | Entorno de Protección del Castillo de Esclanyà · Upload image |
| Montículo và Ruinas Lâu đài Bagur                                     | Di tích Lâu đài  | Bagur    | 41°57′23″B 3°12′31″Đ / 41,956422°B 3,208597°Đ | RI-51-0008987       | 05-07-1962           | Montículo y Ruinas del Castillo de Bagur · Upload image       |
| Parajes Aiguafreda, Aiguablava, Aigua Gelida, Sa Riera, Sa Tuna, etc. | Địa điểm lịch sử | Bagur    |                                               | RI-54-0000042-00009 | 24-10-1972           | Upload image                                                  |

#### Bellcaire(Bellcaire d'Empordà)
| Tên                                | Dạng            | Địa điểm  | Tọa độ                                        | Số hồ sơ tham khảo? | Ngày nhận danh hiệu? | Hình ảnh                             |
| ---------------------------------- | --------------- | --------- | --------------------------------------------- | ------------------- | -------------------- | ------------------------------------ |
| Lâu đài Bellcaire (Palacio Condal) | Di tích Lâu đài | Bellcaire | 42°04′52″B 3°05′40″Đ / 42,081047°B 3,094392°Đ | RI-51-0000157       | 29-06-1918           | Castillo de Bellcaire · Upload image |

### C

#### Calonge
| Tên                                         | Dạng             | Địa điểm | Tọa độ                                        | Số hồ sơ tham khảo? | Ngày nhận danh hiệu? | Hình ảnh                           |
| ------------------------------------------- | ---------------- | -------- | --------------------------------------------- | ------------------- | -------------------- | ---------------------------------- |
| Castellbarri                                | Di tích          | Calonge  | 41°51′24″B 3°03′08″Đ / 41,856778°B 3,052114°Đ | RI-51-0005828       | 08-11-1988           | Upload image                       |
| Lâu đài Calonge                             | Di tích Lâu đài  | Calonge  | 41°51′47″B 3°04′24″Đ / 41,863136°B 3,073389°Đ | RI-51-0005827       | 08-11-1988           | Castillo de Calonge · Upload image |
| Rocas Planas, Tháp Valentina và alrededores | Địa điểm lịch sử | Calonge  |                                               | RI-54-0000042-00006 |                      | Upload image                       |
| Tháp Creu Castellar                         | Di tích Tháp     | Calonge  | 41°51′53″B 3°03′45″Đ / 41,864728°B 3,062631°Đ | RI-51-0005832       | 08-11-1988           | Upload image                       |
| Tháp Mal Ús                                 | Di tích Tháp     | Calonge  | 41°52′22″B 3°05′37″Đ / 41,8727°B 3,093739°Đ   | RI-51-0005831       | 08-11-1988           | Upload image                       |
| Tháp Lloreta                                | Di tích Tháp     | Calonge  | 41°52′10″B 3°04′47″Đ / 41,869394°B 3,079773°Đ | RI-51-0005829       | 08-11-1988           | Torre Lloreta · Upload image       |
| Tháp Valentina                              | Di tích Tháp     | Calonge  | 41°50′14″B 3°05′34″Đ / 41,837344°B 3,092811°Đ | RI-51-0005830       | 08-11-1988           | Upload image                       |

#### Castillo de Aro(Castell-Platja d'Aro)
| Tên                              | Dạng                 | Địa điểm               | Tọa độ                                        | Số hồ sơ tham khảo? | Ngày nhận danh hiệu? | Hình ảnh                                        |
| -------------------------------- | -------------------- | ---------------------- | --------------------------------------------- | ------------------- | -------------------- | ----------------------------------------------- |
| Barrio Coma. Sagaró              | Địa điểm lịch sử     | Castillo de Aro        |                                               | RI-54-0000042-00005 | 15-09-1972           | Upload image                                    |
| Can Bas                          | Di tích              | Castillo de Aro        | 41°49′07″B 3°03′38″Đ / 41,818544°B 3,060545°Đ | RI-51-0005854       | 08-11-1988           | Can Bas · Upload image                          |
| Can Daussá                       | Di tích Lâu đài      | Castillo de Aro        | 41°49′06″B 3°02′43″Đ / 41,818406°B 3,045325°Đ | RI-51-0005850       | 08-11-1988           | Can Daussá · Upload image                       |
| Can Riambau                      | Di tích              | Castillo de Aro        | 41°48′46″B 3°02′34″Đ / 41,812743°B 3,042877°Đ | RI-51-0005851       | 08-11-1988           | Upload image                                    |
| Can Siscars                      | Di tích Lâu đài      | Castillo de Aro        | 41°48′50″B 3°01′37″Đ / 41,814019°B 3,026825°Đ | RI-51-0005853       | 08-11-1988           | Can Siscars · Upload image                      |
| Casco antiguo Lâu đài Aro        | Khu phức hợp lịch sử | Castillo de Aro        | 41°48′54″B 3°01′51″Đ / 41,81493°B 3,03095°Đ   | RI-53-0000491       | 06-02-1996           | Casco antiguo de Castillo de Aro · Upload image |
| Lâu đài Benedormiens Lâu đài Aro | Di tích Lâu đài      | Castillo de Aro        | 41°49′01″B 3°01′54″Đ / 41,816917°B 3,031687°Đ | RI-51-0005849       | 08-11-1988           | Castillo de Benedormiens · Upload image         |
| Núcleo urbano Sagaró             | Khu phức hợp lịch sử | Castillo de Aro Sagaró | 41°47′37″B 3°03′29″Đ / 41,79358°B 3,05804°Đ   | RI-53-0000486       | 18-12-1995           | Núcleo urbano de Sagaró · Upload image          |
| Tháp Seguera                     | Di tích Tháp         | Castillo de Aro        | 41°48′58″B 3°02′05″Đ / 41,816228°B 3,034761°Đ | RI-51-0005852       | 08-11-1988           | Torre Seguera · Upload image                    |

#### Colomés(Colomers)
| Tên                         | Dạng                | Địa điểm | Tọa độ                                        | Số hồ sơ tham khảo? | Ngày nhận danh hiệu? | Hình ảnh     |
| --------------------------- | ------------------- | -------- | --------------------------------------------- | ------------------- | -------------------- | ------------ |
| Lâu đài Colomés             | Di tích Lâu đài     | Colomés  | 42°05′03″B 2°59′15″Đ / 42,084073°B 2,987597°Đ | RI-51-0005870       | 08-11-1988           | Upload image |
| Cổng và tường thành Colomés | Di tích Tường thành | Colomés  | 42°05′02″B 2°59′16″Đ / 42,083794°B 2,98775°Đ  | RI-51-0005871       | 08-11-1988           | Upload image |

#### Corsá(Corçà)
| Tên                             | Dạng            | Địa điểm | Tọa độ                                        | Số hồ sơ tham khảo? | Ngày nhận danh hiệu? | Hình ảnh                             |
| ------------------------------- | --------------- | -------- | --------------------------------------------- | ------------------- | -------------------- | ------------------------------------ |
| Can Savall Planils              | Di tích         | Corsá    | 41°59′52″B 2°59′35″Đ / 41,997769°B 2,993183°Đ | RI-51-0005875       | 08-11-1988           | Upload image                         |
| Casavells                       | Di tích         | Corsá    | 42°00′07″B 3°02′00″Đ / 42,001922°B 3,033412°Đ | RI-51-0005876       | 08-11-1988           | Upload image                         |
| Lâu đài Albergue (Can Caramany) | Di tích Lâu đài | Corsá    | 41°59′22″B 3°00′55″Đ / 41,989563°B 3,015225°Đ | RI-51-0005873       | 08-11-1988           | Castillo del Albergue · Upload image |
| Lâu đài và tường thành Corsá    | Di tích Lâu đài | Corsá    | 41°59′25″B 3°01′05″Đ / 41,990219°B 3,018081°Đ | RI-51-0005872       | 08-11-1988           | Upload image                         |
| Tháp Guinarda                   | Di tích Tháp    | Corsá    | 41°58′35″B 3°01′18″Đ / 41,976461°B 3,021756°Đ | RI-51-0005874       | 08-11-1988           | Upload image                         |

#### Cruilles, Monells y San Sadurní(Cruïlles, Monells i Sant Sadurní de l'Heura)
| Tên                            | Dạng                | Địa điểm                                 | Tọa độ                                        | Số hồ sơ tham khảo? | Ngày nhận danh hiệu? | Hình ảnh                                         |
| ------------------------------ | ------------------- | ---------------------------------------- | --------------------------------------------- | ------------------- | -------------------- | ------------------------------------------------ |
| Lâu đài Sant Cebriá Ajos       | Di tích Lâu đài     | Cruilles, Monells y San Sadurní          | 41°53′14″B 3°00′51″Đ / 41,887297°B 3,014111°Đ | RI-51-0005882       | 08-11-1988           | Upload image                                     |
| Lâu đài và tường thành Monells | Di tích Lâu đài     | Cruilles, Monells y San Sadurní Monells  | 41°58′27″B 2°59′57″Đ / 41,97403°B 2,999129°Đ  | RI-51-0005883       | 08-11-1988           | Upload image                                     |
| Tu viện Sant Miquel Cruïlles   | Di tích Nhà thờ     | Cruilles, Monells y San Sadurní Cruilles | 41°57′14″B 3°00′17″Đ / 41,953974°B 3,00472°Đ  | RI-51-0000564       | 03-06-1931           | Iglesia de San Miguel de Cruilles · Upload image |
| Tường thành Cruilles           | Di tích Tường thành | Cruilles, Monells y San Sadurní Cruilles | 41°57′27″B 3°00′45″Đ / 41,957363°B 3,012618°Đ | RI-51-0005881       | 08-11-1988           | Upload image                                     |
| Tháp Monells                   | Di tích Tháp        | Cruilles, Monells y San Sadurní Monells  | 41°58′24″B 3°00′27″Đ / 41,973215°B 3,007628°Đ | RI-51-0005884       | 08-11-1988           | Upload image                                     |
| Tháp Castillo                  | Di tích Tháp        | Cruilles, Monells y San Sadurní Cruilles | 41°57′22″B 3°00′40″Đ / 41,956134°B 3,011205°Đ | RI-51-0005880       | 08-11-1988           | Torre del Castillo · Upload image                |

### F

#### Foixá(Foixà)
| Tên                      | Dạng                | Địa điểm | Tọa độ                                        | Số hồ sơ tham khảo? | Ngày nhận danh hiệu? | Hình ảnh                         |
| ------------------------ | ------------------- | -------- | --------------------------------------------- | ------------------- | -------------------- | -------------------------------- |
| Lâu đài Foixá            | Di tích Lâu đài     | Foixá    | 42°02′10″B 3°00′03″Đ / 42,036059°B 3,000739°Đ | RI-51-0005902       | 08-11-1988           | Castillo de Foixá · Upload image |
| Recinto tăng cường Foixá | Di tích Tường thành | Foixá    | 42°02′10″B 3°00′03″Đ / 42,036229°B 3,000931°Đ | RI-51-0005903       | 08-11-1988           | Upload image                     |

#### Fontanillas (Gerona)(Fontanilles)
| Tên                 | Dạng            | Địa điểm    | Tọa độ                                        | Số hồ sơ tham khảo? | Ngày nhận danh hiệu? | Hình ảnh     |
| ------------------- | --------------- | ----------- | --------------------------------------------- | ------------------- | -------------------- | ------------ |
| Lâu đài Fontanillas | Di tích Lâu đài | Fontanillas | 42°00′32″B 3°06′26″Đ / 42,009003°B 3,107294°Đ | RI-51-0005904       | 08-11-1988           | Upload image |

#### Forallac
| Tên                                  | Dạng                 | Địa điểm             | Tọa độ                                        | Số hồ sơ tham khảo? | Ngày nhận danh hiệu? | Hình ảnh                                              |
| ------------------------------------ | -------------------- | -------------------- | --------------------------------------------- | ------------------- | -------------------- | ----------------------------------------------------- |
| Lâu đài Peralta                      | Di tích Lâu đài      | Forallac             | 41°57′17″B 3°05′27″Đ / 41,954828°B 3,090953°Đ | RI-51-0005907       | 08-11-1988           | Upload image                                          |
| Lâu đài Peratallada                  | Di tích Lâu đài      | Forallac             | 41°58′39″B 3°05′23″Đ / 41,9776°B 3,089677°Đ   | RI-51-0005906       | 08-11-1988           | Castillo de Peratallada · Upload image                |
| Lâu đài Vulpellach                   | Di tích Lâu đài      | Forallac Vulpellach  | 41°57′37″B 3°03′17″Đ / 41,960288°B 3,054596°Đ | RI-51-0000573       | 03-06-1931           | Castillo de Vulpellach · Upload image                 |
| Nhà thờ San Julián và Santa Basilisa | Di tích Nhà thờ      | Forallac Vulpellach  | 41°57′36″B 3°03′17″Đ / 41,960089°B 3,054587°Đ | RI-51-0000574       | 03-06-1931           | Iglesia de San Julián y Santa Basilisa · Upload image |
| Mas Comes Brugar                     | Di tích              | Forallac             | 41°58′01″B 3°02′58″Đ / 41,967056°B 3,049406°Đ | RI-51-0005908       | 08-11-1988           | Upload image                                          |
| Recinto tăng cường Peratallada       | Khu phức hợp lịch sử | Forallac Peratallada | 41°58′38″B 3°05′24″Đ / 41,977107°B 3,090062°Đ | RI-53-0000196-00001 | 07-11-1975           | Upload image                                          |

### G

#### Gualta
| Tên                                                       | Dạng            | Địa điểm | Tọa độ                                        | Số hồ sơ tham khảo? | Ngày nhận danh hiệu? | Hình ảnh                                          |
| --------------------------------------------------------- | --------------- | -------- | --------------------------------------------- | ------------------- | -------------------- | ------------------------------------------------- |
| Molino Gualta, antiguo castillo (Edificación fortificada) | Di tích Lâu đài | Gualta   | 42°01′40″B 3°06′15″Đ / 42,027663°B 3,104112°Đ | RI-51-0005927       | 08-11-1988           | Molino de Gualta, antiguo castillo · Upload image |

### J

#### Jafre
| Tên           | Dạng            | Địa điểm | Tọa độ                                        | Số hồ sơ tham khảo? | Ngày nhận danh hiệu? | Hình ảnh     |
| ------------- | --------------- | -------- | --------------------------------------------- | ------------------- | -------------------- | ------------ |
| Lâu đài Jafre | Di tích Lâu đài | Jafre    | 42°04′22″B 3°00′40″Đ / 42,072714°B 3,011092°Đ | RI-51-0005928       | 08-11-1988           | Upload image |

### L

#### La Bisbal del Ampurdán(La Bisbal d'Empordà)
| Tên                           | Dạng            | Địa điểm               | Tọa độ                                        | Số hồ sơ tham khảo? | Ngày nhận danh hiệu? | Hình ảnh                                           |
| ----------------------------- | --------------- | ---------------------- | --------------------------------------------- | ------------------- | -------------------- | -------------------------------------------------- |
| Lâu đài Ampurdán hay Llanares | Di tích Lâu đài | La Bisbal del Ampurdán | 41°58′42″B 3°02′39″Đ / 41,978301°B 3,044066°Đ | RI-51-0005809       | 08-11-1988           | Castillo del Ampurdán o de Llanares · Upload image |
| Lâu đài Ampurdán              | Di tích Lâu đài | La Bisbal del Ampurdán |                                               | RI-51-0005810       | 08-11-1988           | Upload image                                       |
| Castillo-palacio Bisbal       | Di tích Lâu đài | La Bisbal del Ampurdán | 41°57′34″B 3°02′14″Đ / 41,959417°B 3,037257°Đ | RI-51-0003876       | 16-03-1972           | Castillo de La Bisbal · Upload image               |

#### La Pera
| Tên                                   | Dạng                | Địa điểm      | Tọa độ                                        | Số hồ sơ tham khảo? | Ngày nhận danh hiệu? | Hình ảnh                         |
| ------------------------------------- | ------------------- | ------------- | --------------------------------------------- | ------------------- | -------------------- | -------------------------------- |
| Lâu đài Púbol                         | Di tích Lâu đài     | La Pera Púbol | 42°00′53″B 2°59′00″Đ / 42,014799°B 2,983372°Đ | RI-51-0006021       | 08-11-1988           | Castillo de Púbol · Upload image |
| Fuerza Pera (Edificación fortificada) | Di tích             | La Pera       | 42°01′14″B 2°58′26″Đ / 42,020546°B 2,973785°Đ | RI-51-0006020       | 08-11-1988           | Upload image                     |
| Recinto amurallado Púbol              | Di tích Tường thành | La Pera Púbol | 42°01′00″B 2°59′04″Đ / 42,016653°B 2,984501°Đ | RI-51-0006022       | 08-11-1988           | Upload image                     |

#### La Tallada(La Tallada d’Empordà)
| Tên                        | Dạng                | Địa điểm   | Tọa độ                                        | Số hồ sơ tham khảo? | Ngày nhận danh hiệu? | Hình ảnh                                        |
| -------------------------- | ------------------- | ---------- | --------------------------------------------- | ------------------- | -------------------- | ----------------------------------------------- |
| Lâu đài Tallada (Ampurdán) | Di tích Lâu đài     | La Tallada | 42°04′49″B 3°03′19″Đ / 42,080204°B 3,055198°Đ | RI-51-0006120       | 08-11-1988           | Castillo de la Tallada · Upload image           |
| Recinto amurallado Tallada | Di tích Tường thành | La Tallada |                                               | RI-51-0006121       | 08-11-1988           | Recinto amurallado de la Tallada · Upload image |

### M

#### Montrás(Mont-ras)
| Tên            | Dạng                             | Địa điểm | Tọa độ                                        | Số hồ sơ tham khảo? | Ngày nhận danh hiệu? | Hình ảnh                    |
| -------------- | -------------------------------- | -------- | --------------------------------------------- | ------------------- | -------------------- | --------------------------- |
| Tháp Can Colom | Di tích Kiến trúc phòng thủ Tháp | Montrás  | 41°54′24″B 3°08′36″Đ / 41,906624°B 3,143207°Đ | RI-51-0005965       | 08-11-1988           | Upload image                |
| Tháp Simona    | Di tích Kiến trúc phòng thủ Tháp | Montrás  | 41°53′52″B 3°09′01″Đ / 41,897797°B 3,150381°Đ | RI-51-0005964       | 08-11-1988           | Torre Simona · Upload image |

### P

#### Palafrugell
| Tên                                     | Dạng                                    | Địa điểm                           | Tọa độ                                        | Số hồ sơ tham khảo? | Ngày nhận danh hiệu? | Hình ảnh                              |
| --------------------------------------- | --------------------------------------- | ---------------------------------- | --------------------------------------------- | ------------------- | -------------------- | ------------------------------------- |
| Can Borull                              | Di tích Tháp                            | Palafrugell                        | 41°54′27″B 3°10′20″Đ / 41,907391°B 3,172186°Đ | RI-51-0005980       | 08-11-1988           | Can Borull · Upload image             |
| Lâu đài Cap Roig                        | Di tích Lâu đài                         | Palafrugell                        | 41°52′38″B 3°10′39″Đ / 41,877291°B 3,177468°Đ | RI-51-0005983       | 08-11-1988           | Castillo de Cap Roig · Upload image   |
| Tường Palafrugell                       | Di tích Kiến trúc phòng thủ Tường thành | Palafrugell                        | 41°55′01″B 3°09′53″Đ / 41,916817°B 3,164619°Đ | RI-51-0005975       | 08-11-1988           | Muralla de Palafrugell · Upload image |
| Cảng Bo Calella                         | Khu phức hợp lịch sử                    | Palafrugell Calella de Palafrugell | 41°53′18″B 3°11′07″Đ / 41,88837°B 3,18525°Đ   | RI-53-0000479       | 09-08-1995           | Port Bo de Calella · Upload image     |
| Tháp Calella                            | Di tích Tháp                            | Palafrugell                        | 41°53′20″B 3°11′25″Đ / 41,889019°B 3,190269°Đ | RI-51-0005982       | 08-11-1988           | Torre de Calella · Upload image       |
| Tháp Can Boera                          | Di tích Tháp                            | Palafrugell                        | 41°54′56″B 3°09′39″Đ / 41,915453°B 3,160894°Đ | RI-51-0005976       | 08-11-1988           | Torre de Can Boera · Upload image     |
| Tháp Can Mario                          | Di tích Fábrica                         | Palafrugell                        | 41°55′07″B 3°09′58″Đ / 41,918522°B 3,165976°Đ | RI-51-0010489       | 02-05-2000           | Torre de Can Mario · Upload image     |
| Tháp Moros                              | Di tích Tháp                            | Palafrugell                        | 41°55′17″B 3°09′32″Đ / 41,921442°B 3,158848°Đ | RI-51-0005977       | 08-11-1988           | Torre de los Moros · Upload image     |
| Tháp San Sebastián (Entorno protección) | Di tích Tháp                            | Palafrugell                        | 41°53′56″B 3°12′14″Đ / 41,898917°B 3,20397°Đ  | RI-51-0005978       | 08-11-1988           | Torre de San Sebastián · Upload image |
| Tháp Vila-seca                          | Di tích Tháp                            | Palafrugell                        | 41°55′02″B 3°10′27″Đ / 41,917357°B 3,174071°Đ | RI-51-0005984       | 08-11-1988           | Torre de Vila-seca · Upload image     |
| Tháp Mas Fina                           | Di tích Tháp                            | Palafrugell                        | 41°53′40″B 3°09′48″Đ / 41,894309°B 3,163309°Đ | RI-51-0005979       | 08-11-1988           | Torre del Mas Fina · Upload image     |
| Tháp Roja                               | Di tích Tháp                            | Palafrugell                        | 41°54′16″B 3°09′50″Đ / 41,904431°B 3,163806°Đ | RI-51-0005981       | 08-11-1988           | Torre Roja · Upload image             |

#### Palamós
| Tên                                                     | Dạng                 | Địa điểm | Tọa độ                                        | Số hồ sơ tham khảo? | Ngày nhận danh hiệu? | Hình ảnh                                               |
| ------------------------------------------------------- | -------------------- | -------- | --------------------------------------------- | ------------------- | -------------------- | ------------------------------------------------------ |
| Lạch S'Alguer và delimitación entorno                   | Khu phức hợp lịch sử | Palamós  | 41°51′44″B 3°09′07″Đ / 41,86216°B 3,15189°Đ   | RI-53-0000570       | 13-04-2004           | Cala S'Alguer y delimitación de entorno · Upload image |
| Lâu đài San Esteban Mar                                 | Di tích Lâu đài      | Palamós  | 41°51′30″B 3°08′51″Đ / 41,858256°B 3,147592°Đ | RI-51-0005985       | 08-11-1988           | Castillo de San Esteban de Mar · Upload image          |
| Lâu đài Vilaromá                                        | Di tích Lâu đài      | Palamós  | 41°52′56″B 3°06′28″Đ / 41,882086°B 3,107786°Đ | RI-51-0005986       | 08-11-1988           | Castillo de Vilaromá · Upload image                    |
| Lạch S'Alguer                                           | Khu phức hợp lịch sử | Palamós  | 41°51′44″B 3°09′07″Đ / 41,86216°B 3,15189°Đ   | RI-53-0000481       | 28-12-1995           | La Cala de S'Alguer · Upload image                     |
| Tháp Mirona                                             | Di tích              | Palamós  | 41°52′27″B 3°08′58″Đ / 41,874258°B 3,149381°Đ | RI-51-0005990       | 08-11-1988           | Upload image                                           |
| Mas Agustí                                              | Di tích              | Palamós  | 41°51′49″B 3°08′44″Đ / 41,863697°B 3,145536°Đ | RI-51-0005991       | 08-11-1988           | Upload image                                           |
| Mas Bofill                                              | Di tích Tháp         | Palamós  | 41°52′12″B 3°08′31″Đ / 41,870092°B 3,142036°Đ | RI-51-0005988       | 08-11-1988           | Upload image                                           |
| Mas Pietat                                              | Di tích              | Palamós  | 41°52′17″B 3°07′18″Đ / 41,871425°B 3,121642°Đ | RI-51-0005989       | 08-11-1988           | Upload image                                           |
| Mas Juny                                                | Di tích              | Palamós  | 41°51′48″B 3°09′10″Đ / 41,86345°B 3,152789°Đ  | RI-51-0005987       | 08-11-1988           | Upload image                                           |
| Bảo tàng Municipal Cau Costa Brava                      | Di tích Bảo tàng     | Palamós  |                                               | RI-51-0001355       | 01-03-1962           | Upload image                                           |
| Tháp Mas Pepó                                           | Di tích Tháp         | Palamós  | 41°51′51″B 3°08′28″Đ / 41,864045°B 3,14122°Đ  | RI-51-0005992       | 08-11-1988           | Upload image                                           |
| Tramo costa entre Calella Palafrugell và macizo Castell | Địa điểm lịch sử     | Palamós  |                                               | RI-54-0000042-00007 |                      | Upload image                                           |
| Punta Castell                                           | Khu khảo cổ          | Palamós  | 41°51′39″B 3°09′30″Đ / 41,860806°B 3,158383°Đ | RI-55-0000455       | 04-10-1996           | Yacimiento de la Punta de Castell · Upload image       |

#### Palau-sator
| Tên                            | Dạng                 | Địa điểm    | Tọa độ                                        | Số hồ sơ tham khảo? | Ngày nhận danh hiệu? | Hình ảnh                                     |
| ------------------------------ | -------------------- | ----------- | --------------------------------------------- | ------------------- | -------------------- | -------------------------------------------- |
| Lâu đài Palau-sator            | Di tích Lâu đài      | Palau-sator | 41°59′23″B 3°06′36″Đ / 41,989658°B 3,110073°Đ | RI-51-0005993       | 08-11-1988           | Castillo de Palau-sator · Upload image       |
| Nhà hoang San Julián Boada     | Di tích Nơi hẻo lánh | Palau-sator | 41°59′07″B 3°07′19″Đ / 41,985391°B 3,121933°Đ | RI-51-0000568       | 03-06-1931           | Ermita de San Julián de Boada · Upload image |
| Pantaleu                       | Di tích Tháp         | Palau-sator | 41°59′20″B 3°06′35″Đ / 41,988833°B 3,109861°Đ | RI-51-0005996       | 08-11-1988           | Pantaleu · Upload image                      |
| Recinto tăng cường Palau-sator | Di tích Tường thành  | Palau-sator | 41°59′22″B 3°06′36″Đ / 41,989437°B 3,11°Đ     | RI-51-0005994       | 08-11-1988           | Upload image                                 |
| Tháp Las Horas                 | Di tích Tháp         | Palau-sator | 41°59′20″B 3°06′37″Đ / 41,988833°B 3,110333°Đ | RI-51-0005995       | 08-11-1988           | Torre de Las Horas · Upload image            |

#### Pals
| Tên                       | Dạng                 | Địa điểm | Tọa độ                                        | Số hồ sơ tham khảo? | Ngày nhận danh hiệu? | Hình ảnh                                         |
| ------------------------- | -------------------- | -------- | --------------------------------------------- | ------------------- | -------------------- | ------------------------------------------------ |
| Casco antiguo villa Pals  | Khu phức hợp lịch sử | Pals     | 41°58′16″B 3°08′40″Đ / 41,970989°B 3,144422°Đ | RI-53-0000165       | 19-10-1973           | Casco antiguo de la villa de Pals · Upload image |
| Lâu đài Pals (Tháp Horas) | Di tích Lâu đài      | Pals     | 41°58′18″B 3°08′40″Đ / 41,971791°B 3,144455°Đ | RI-51-0006004       | 08-11-1988           | Castillo de Pals · Upload image                  |
| Tháp                      | Di tích Tháp         | Pals     | 41°59′41″B 3°10′08″Đ / 41,994833°B 3,168972°Đ | RI-51-0006007       | 08-11-1988           | Upload image                                     |
| Tường thành Pals          | Di tích Tường thành  | Pals     | 41°58′25″B 3°08′40″Đ / 41,973547°B 3,144388°Đ | RI-51-0006005       | 08-11-1988           | Murallas de Pals · Upload image                  |
| Playa Pals                | Địa điểm lịch sử     | Pals     |                                               | RI-54-0000042-00010 |                      | Playa de Pals · Upload image                     |
| Tháp Deri (Can Jofre)     | Di tích Tháp         | Pals     | 41°59′02″B 3°09′19″Đ / 41,983859°B 3,1554°Đ   | RI-51-0006006       | 08-11-1988           | Upload image                                     |
| Tháp Mas Tomasi           | Di tích Tháp         | Pals     | 41°58′50″B 3°10′08″Đ / 41,980575°B 3,168942°Đ | RI-51-0006008       | 08-11-1988           | Upload image                                     |
| Tháp Mora (Tháp Playa)    | Di tích Tháp         | Pals     | 41°59′02″B 3°12′07″Đ / 41,983945°B 3,201935°Đ | RI-51-0006009       | 08-11-1988           | Torre Mora · Upload image                        |

#### Parlabá(Parlavà)
| Tên                                | Dạng            | Địa điểm | Tọa độ                                        | Số hồ sơ tham khảo? | Ngày nhận danh hiệu? | Hình ảnh                                        |
| ---------------------------------- | --------------- | -------- | --------------------------------------------- | ------------------- | -------------------- | ----------------------------------------------- |
| Lâu đài Fonollores                 | Di tích Lâu đài | Parlabá  | 42°01′17″B 3°03′08″Đ / 42,02129°B 3,052279°Đ  | RI-51-0006013       | 08-11-1988           | Castillo de Fonollores · Upload image           |
| Nhà thờ pháo đài San Feliu         | Di tích Nhà thờ | Parlabá  | 42°01′20″B 3°01′48″Đ / 42,022245°B 3,030048°Đ | RI-51-0006012       | 08-11-1988           | Iglesia fortificada de San Feliu · Upload image |
| Mas Cros (Edificación fortificada) | Di tích Lâu đài | Parlabá  | 42°01′21″B 3°01′44″Đ / 42,022418°B 3,028843°Đ | RI-51-0006015       | 08-11-1988           | Upload image                                    |
| Mas Puig (Edificación fortificada) | Di tích Lâu đài | Parlabá  | 42°01′13″B 3°01′47″Đ / 42,020196°B 3,029753°Đ | RI-51-0006014       | 08-11-1988           | Upload image                                    |

### R

#### Regencós
| Tên                         | Dạng                | Địa điểm | Tọa độ                                       | Số hồ sơ tham khảo? | Ngày nhận danh hiệu? | Hình ảnh     |
| --------------------------- | ------------------- | -------- | -------------------------------------------- | ------------------- | -------------------- | ------------ |
| Recinto tăng cường Regencós | Di tích Tường thành | Regencós | 41°57′14″B 3°10′15″Đ / 41,953953°B 3,17071°Đ | RI-51-0006045       | 08-11-1988           | Upload image |

#### Rupiá(Rupià)
| Tên               | Dạng                | Địa điểm | Tọa độ                                        | Số hồ sơ tham khảo? | Ngày nhận danh hiệu? | Hình ảnh                         |
| ----------------- | ------------------- | -------- | --------------------------------------------- | ------------------- | -------------------- | -------------------------------- |
| Lâu đài Rupiá     | Di tích Lâu đài     | Rupiá    | 42°01′14″B 3°00′39″Đ / 42,020426°B 3,010736°Đ | RI-51-0004930       | 21-02-1989           | Castillo de Rupiá · Upload image |
| Tường thành Rupiá | Di tích Tường thành | Rupiá    | 42°01′23″B 3°00′44″Đ / 42,023141°B 3,012088°Đ | RI-51-0001365       | 21-02-1989           | Upload image                     |

### S

#### San Feliu de Guíxols(Sant Feliu de Guíxols)
| Tên                          | Dạng             | Địa điểm             | Tọa độ                                        | Số hồ sơ tham khảo? | Ngày nhận danh hiệu? | Hình ảnh                                          |
| ---------------------------- | ---------------- | -------------------- | --------------------------------------------- | ------------------- | -------------------- | ------------------------------------------------- |
| Lâu đài Sant Elm             | Di tích Lâu đài  | San Feliu de Guíxols | 41°46′29″B 3°01′36″Đ / 41,77471°B 3,026671°Đ  | RI-51-0006069       | 08-11-1988           | Upload image                                      |
| Molino Les Forques           | Địa điểm lịch sử | San Feliu de Guíxols |                                               | RI-54-0000042-00004 |                      | Upload image                                      |
| Tu viện San Felíu Guixols    | Di tích Tu viện  | San Feliu de Guíxols | 41°46′49″B 3°01′36″Đ / 41,780181°B 3,02676°Đ  | RI-51-0000571       | 03-06-1931           | Monasterio de San Felíu de Guixols · Upload image |
| Nuevo Casino "la Constancia" | Di tích Casino   | San Feliu de Guíxols | 41°46′54″B 3°01′56″Đ / 41,781671°B 3,032122°Đ | RI-51-0005023       | 23-10-1978           | Nuevo Casino "la Constancia" · Upload image       |

#### Santa Cristina de Aro(Santa Cristina d'Aro)
| Tên            | Dạng            | Địa điểm              | Tọa độ                                        | Số hồ sơ tham khảo? | Ngày nhận danh hiệu? | Hình ảnh                          |
| -------------- | --------------- | --------------------- | --------------------------------------------- | ------------------- | -------------------- | --------------------------------- |
| Lâu đài Solius | Di tích Lâu đài | Santa Cristina de Aro | 41°48′37″B 2°57′51″Đ / 41,810181°B 2,964242°Đ | RI-51-0006106       | 08-11-1988           | Castillo de Solius · Upload image |
| Hang Daina     | Di tích Dolmen  | Santa Cristina de Aro | 41°51′24″B 2°59′28″Đ / 41,856694°B 2,991139°Đ | RI-51-0000556       | 03-06-1931           | Cueva de Daina · Upload image     |
| Hang Daina     | Khu khảo cổ     | Santa Cristina de Aro | 41°51′24″B 2°59′28″Đ / 41,856694°B 2,991139°Đ | RI-55-0000529       | 26-08-1996           | Cueva de Daina · Upload image     |

#### Serra de Daró
| Tên                                 | Dạng            | Địa điểm      | Tọa độ                                        | Số hồ sơ tham khảo? | Ngày nhận danh hiệu? | Hình ảnh                             |
| ----------------------------------- | --------------- | ------------- | --------------------------------------------- | ------------------- | -------------------- | ------------------------------------ |
| Lâu đài San Iscle                   | Di tích Lâu đài | Serra de Daró | 42°01′53″B 3°03′23″Đ / 42,031457°B 3,056284°Đ | RI-51-0006115       | 08-11-1988           | Castillo de San Iscle · Upload image |
| Mas Cunyá (Edificación fortificada) | Di tích         | Serra de Daró | 42°01′27″B 3°03′57″Đ / 42,024122°B 3,065769°Đ | RI-51-0006116       | 08-11-1988           | Upload image                         |
| Mas Sarralers                       | Di tích         | Serra de Daró | 42°01′43″B 3°04′21″Đ / 42,028487°B 3,072495°Đ | RI-51-0006117       | 08-11-1988           | Upload image                         |

### T

#### Torrent (Gerona)
| Tên             | Dạng            | Địa điểm | Tọa độ                                        | Số hồ sơ tham khảo? | Ngày nhận danh hiệu? | Hình ảnh                           |
| --------------- | --------------- | -------- | --------------------------------------------- | ------------------- | -------------------- | ---------------------------------- |
| Lâu đài Torrent | Di tích Lâu đài | Torrent  | 41°57′07″B 3°07′39″Đ / 41,951944°B 3,127583°Đ | RI-51-0006123       | 08-11-1988           | Castillo de Torrent · Upload image |

#### Torroella de Montgrí
| Tên                                      | Dạng                | Địa điểm             | Tọa độ                                        | Số hồ sơ tham khảo? | Ngày nhận danh hiệu? | Hình ảnh                                       |
| ---------------------------------------- | ------------------- | -------------------- | --------------------------------------------- | ------------------- | -------------------- | ---------------------------------------------- |
| Casal Solterra                           | Di tích             | Torroella de Montgrí |                                               | RI-51-0006128       | 08-11-1988           | Upload image                                   |
| Lâu đài Montgrí (Lâu đài Santa Caterina) | Di tích Lâu đài     | Torroella de Montgrí | 42°03′08″B 3°07′54″Đ / 42,05213°B 3,13163°Đ   | RI-51-0006126       | 08-11-1988           | Castillo de Montgrí · Upload image             |
| Islas Medas và macizo Montgri            | Địa điểm lịch sử    | Torroella de Montgrí |                                               | RI-54-0000042-00011 | 15-09-1972           | Islas Medas y macizo de Montgri · Upload image |
| Recinto amurallado Torroella             | Di tích Tường thành | Torroella de Montgrí | 42°02′36″B 3°07′26″Đ / 42,043259°B 3,124027°Đ | RI-51-0006127       | 08-11-1988           | Recinto amurallado de Torroella · Upload image |
| Tháp Begura                              | Di tích Tháp        | Torroella de Montgrí | 42°02′27″B 3°09′13″Đ / 42,04088°B 3,153522°Đ  | RI-51-0006130       | 08-11-1988           | Torre Begura · Upload image                    |
| Tháp Ferrana                             | Di tích Tháp        | Torroella de Montgrí | 42°04′59″B 3°07′54″Đ / 42,083014°B 3,131772°Đ | RI-51-0006135       | 08-11-1988           | Torre Ferrana · Upload image                   |
| Tháp Forana                              | Di tích Tháp        | Torroella de Montgrí |                                               | RI-51-0006134       | 08-11-1988           | Upload image                                   |
| Tháp Gran                                | Di tích Tháp        | Torroella de Montgrí | 42°03′08″B 3°10′15″Đ / 42,052325°B 3,170764°Đ | RI-51-0006131       | 08-11-1988           | Torre Gran · Upload image                      |
| Tháp Martina                             | Di tích Tháp        | Torroella de Montgrí | 42°02′56″B 3°09′38″Đ / 42,049005°B 3,160559°Đ | RI-51-0006133       | 08-11-1988           | Torre Martina · Upload image                   |
| Tháp Morratxa (Roca Maura)               | Di tích Tháp        | Torroella de Montgrí | 42°03′20″B 3°11′01″Đ / 42,055691°B 3,183687°Đ | RI-51-0006129       | 08-11-1988           | Torre Morratxa · Upload image                  |
| Tháp Ponça                               | Di tích Tháp        | Torroella de Montgrí | 42°03′40″B 3°11′19″Đ / 42,061133°B 3,188661°Đ | RI-51-0006136       | 08-11-1988           | Torre Ponça · Upload image                     |
| Tháp Quintaneta                          | Di tích Tháp        | Torroella de Montgrí | 42°02′49″B 3°09′25″Đ / 42,046836°B 3,15705°Đ  | RI-51-0006132       | 08-11-1988           | Torre Quintaneta · Upload image                |

### U

#### Ullastret
| Tên                                     | Dạng             | Địa điểm  | Tọa độ                                        | Số hồ sơ tham khảo? | Ngày nhận danh hiệu? | Hình ảnh                                                  |
| --------------------------------------- | ---------------- | --------- | --------------------------------------------- | ------------------- | -------------------- | --------------------------------------------------------- |
| Lâu đài Andreu                          | Di tích Lâu đài  | Ullastret | 42°00′21″B 3°04′47″Đ / 42,005864°B 3,079772°Đ | RI-51-0006141       | 08-11-1988           | Upload image                                              |
| Lâu đài và Recinto amurallado Ullastret | Di tích Lâu đài  | Ullastret | 42°00′03″B 3°04′06″Đ / 42,000853°B 3,068242°Đ | RI-51-0006140       | 08-11-1988           | Castillo y Recinto amurallado de Ullastret · Upload image |
| Bảo tàng Monográfico                    | Di tích Bảo tàng | Ullastret |                                               | RI-51-0001358       | 01-03-1962           | Upload image                                              |

#### Ultramort
| Tên                              | Dạng            | Địa điểm  | Tọa độ                                        | Số hồ sơ tham khảo? | Ngày nhận danh hiệu? | Hình ảnh                             |
| -------------------------------- | --------------- | --------- | --------------------------------------------- | ------------------- | -------------------- | ------------------------------------ |
| Lâu đài Finestres (Lâu đài Glen) | Di tích Lâu đài | Ultramort | 42°02′18″B 3°02′05″Đ / 42,038369°B 3,034686°Đ | RI-51-0006142       | 08-11-1988           | Castillo de Finestres · Upload image |

### V

#### Verges (España)
| Tên                       | Dạng                | Địa điểm | Tọa độ                                        | Số hồ sơ tham khảo? | Ngày nhận danh hiệu? | Hình ảnh                                    |
| ------------------------- | ------------------- | -------- | --------------------------------------------- | ------------------- | -------------------- | ------------------------------------------- |
| Can Massalles             | Di tích             | Verges   | 42°04′52″B 3°01′21″Đ / 42,081031°B 3,022491°Đ | RI-51-0006162       | 08-11-1988           | Upload image                                |
| Lâu đài Verges            | Di tích Lâu đài     | Verges   | 42°03′40″B 3°02′45″Đ / 42,061111°B 3,045833°Đ | RI-51-0006159       | 08-11-1988           | Castillo de Verges · Upload image           |
| Recinto amurallado Verges | Di tích Tường thành | Verges   | 42°03′47″B 3°02′50″Đ / 42,062936°B 3,047254°Đ | RI-51-0006160       | 08-11-1988           | Recinto amurallado de Verges · Upload image |
| Tháp Cal Rei              | Di tích             | Verges   | 42°04′53″B 3°01′20″Đ / 42,081269°B 3,022196°Đ | RI-51-0006161       | 08-11-1988           | Upload image                                |

#### Vilopriu
| Tên                                        | Dạng            | Địa điểm | Tọa độ                                        | Số hồ sơ tham khảo? | Ngày nhận danh hiệu? | Hình ảnh     |
| ------------------------------------------ | --------------- | -------- | --------------------------------------------- | ------------------- | -------------------- | ------------ |
| Almoina a Gaüses (Edificación fortificada) | Di tích         | Vilopriu | 42°06′03″B 2°57′51″Đ / 42,100933°B 2,964094°Đ | RI-51-0006198       | 08-11-1988           | Upload image |
| Lâu đài Valldavia                          | Di tích Lâu đài | Vilopriu | 42°07′23″B 2°59′56″Đ / 42,122975°B 2,998883°Đ | RI-51-0006197       | 08-11-1988           | Upload image |
| Lâu đài Vilopriu                           | Di tích Lâu đài | Vilopriu | 42°06′02″B 2°59′33″Đ / 42,100428°B 2,992381°Đ | RI-51-0006196       | 08-11-1988           | Upload image |